# جيمس كلارك (سياسي أمريكي)
جيمس كلارك (بالإنجليزية: James Clark)‏ هو سياسي أمريكي، ولد في 10 أكتوبر 1952 بنيو هارتفورد في الولايات المتحدة. حزبياً، نشط في الحزب الجمهوري. وقد انتخب عضو مجلس نواب بنسيلفانيا (3 يناير 1989 – 30 نوفمبر 1990).